# Cohoes
Cohoes ist eine Stadt mit dem Status „City“ im Albany County im US-Bundesstaat New York mit 18.147 Einwohnern (2020).

## Geographie
Die Stadt wird im Norden vom Mohawk River, im Osten vom Hudson River, im Süden von der New York State Route 7 und im Westen von der Interstate 87 begrenzt. 20 Kilometer südlich liegt Albany, 25 Kilometer westlich Schenectady. Der Albany International Airport befindet sich in einer Entfernung von acht Kilometern im Südwesten. Ein Wahrzeichen ist der im Norden gelegene Cohoes-Wasserfall. 

## Geschichte
Ureinwohner der Gegend waren die Mohawkindianer, in deren Sprache der Ort Cahoose lautete und die Bedeutung „Ort des herabstürzenden Kanu“ („place of the falling canoe“) hat. Niederländische Siedler erwarben von den Indianern um 1630 Land und gründeten zunächst landwirtschaftliche Betriebe. Aufgrund der günstigen Lage am Mohawk River sowie nahe am Erie-Kanal mit der Möglichkeit die Wasserkraft zu nutzen, entstanden mehrere textilverarbeitende Betriebe und der Ort entwickelte sich zu einem bedeutenden Zentrum für diesen Industriezweig. Noch heute bezeichnet sich die Stadt deshalb als „Spindle City“. Erst mit der Verfügbarkeit von billiger produzierter elektrischer Energie mit Hilfe modernerer Technologien verringerte sich die Zahl von Spinnereibetrieben wieder.
Heute beherbergt Cohoes kleine und mittelgroße Industriebetriebe, ist im Tourismus aktiv und als ruhige Wohngegend mit Verbindungen zur nahen Großstadt Albany geschätzt.
Viele historisch wertvolle Gebäude und Plätze sind im National Register of Historic Places listings in Albany County, New York aufgeführt, dazu zählen: Enlarged Erie Canal Historic District, Downtown Cohoes Historic District, Olmstead Street Historic District, William Dickey House, Leonard Lackman House, Van Schaick House und Harmony Mills Historic District.

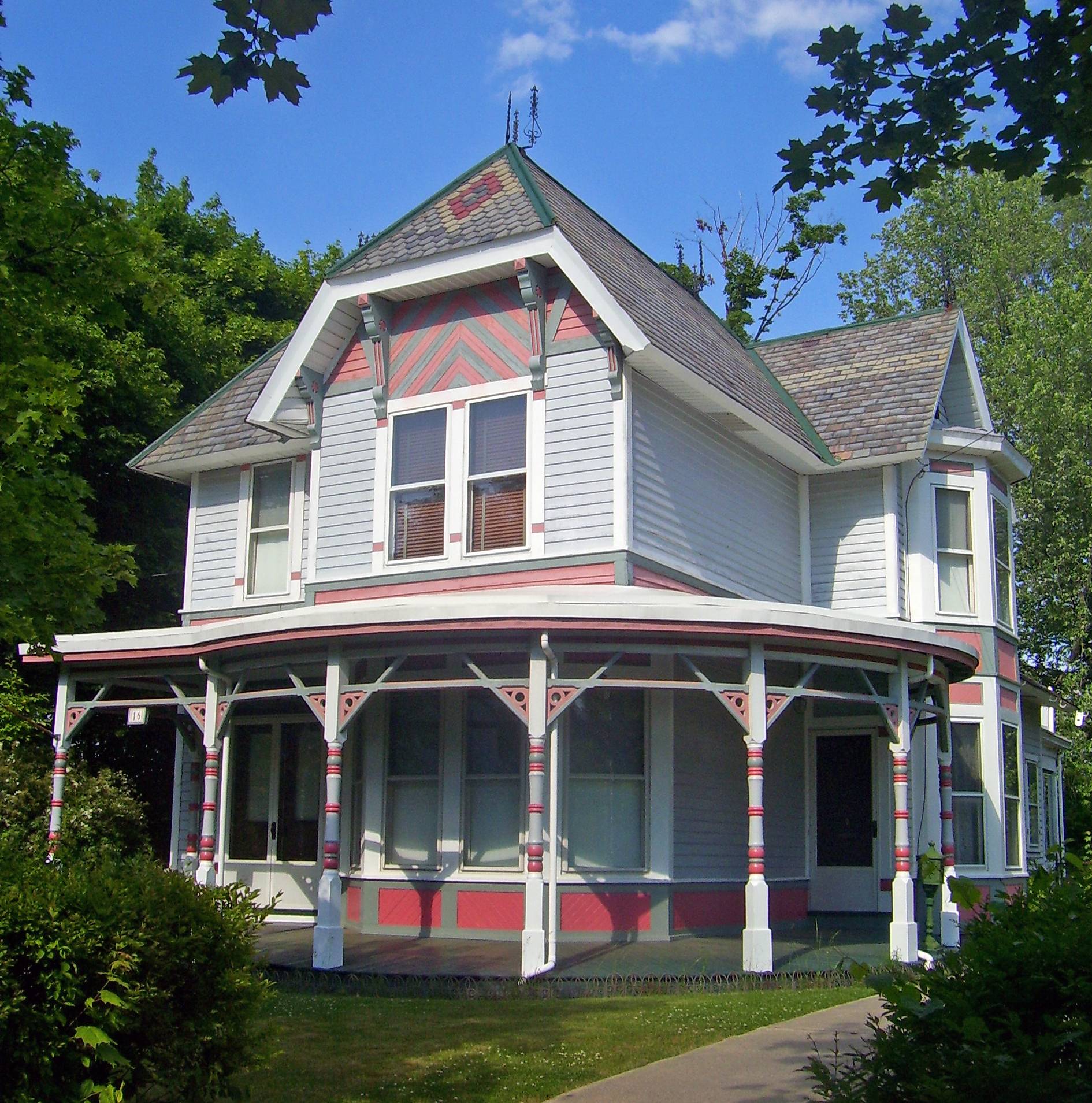
William Dickey House
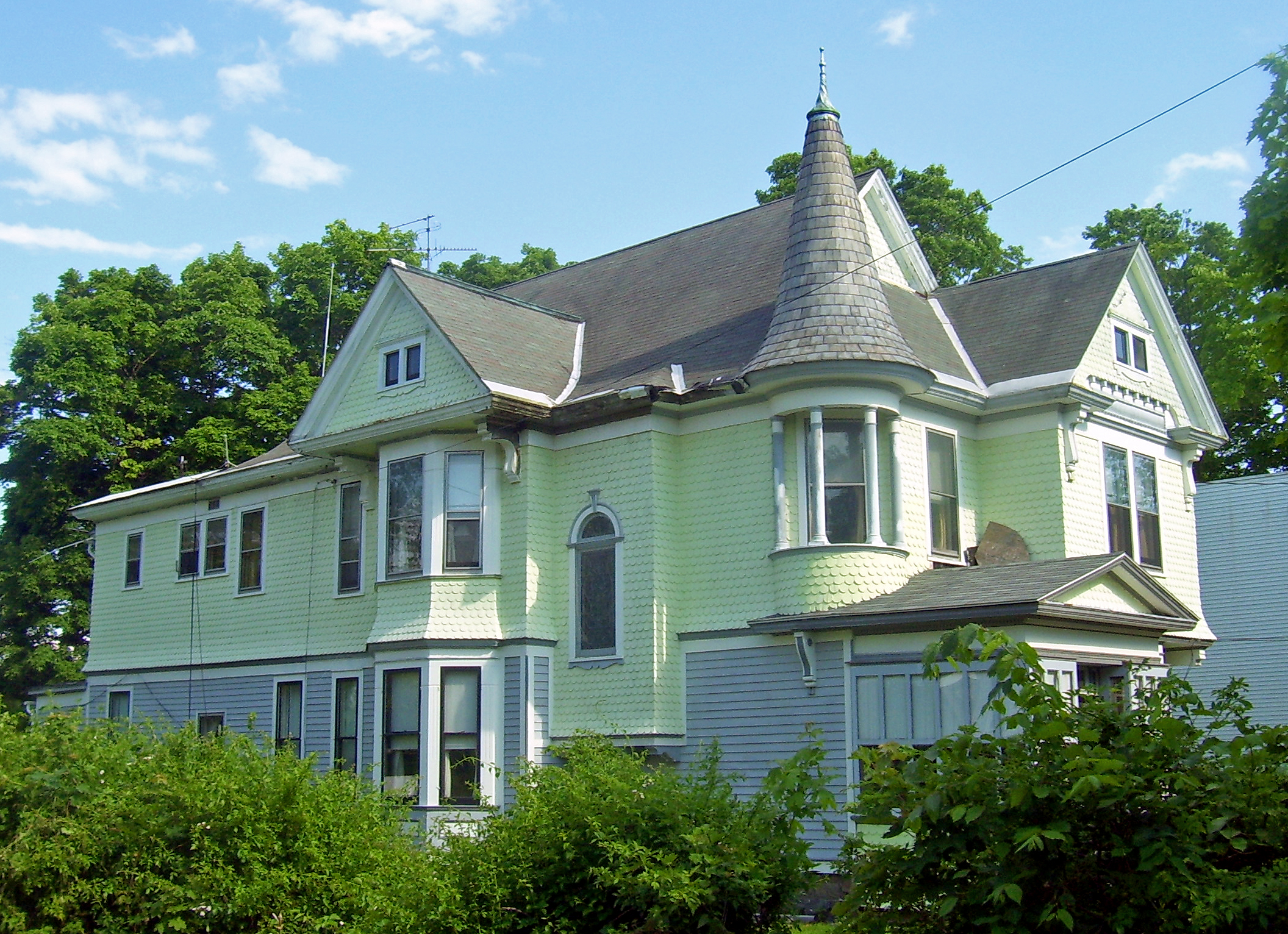
Leonard Lackman House
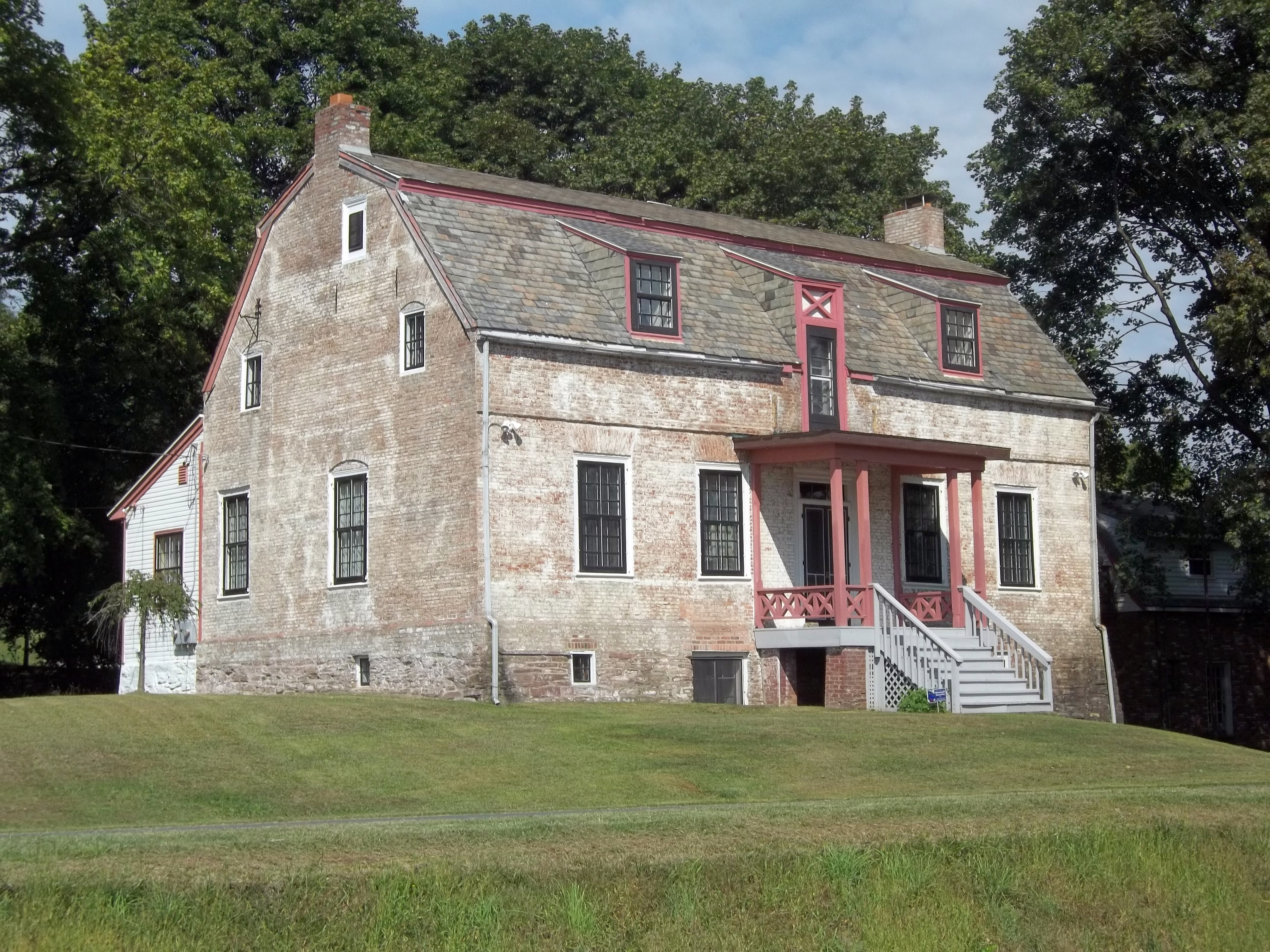
Van Schaick House
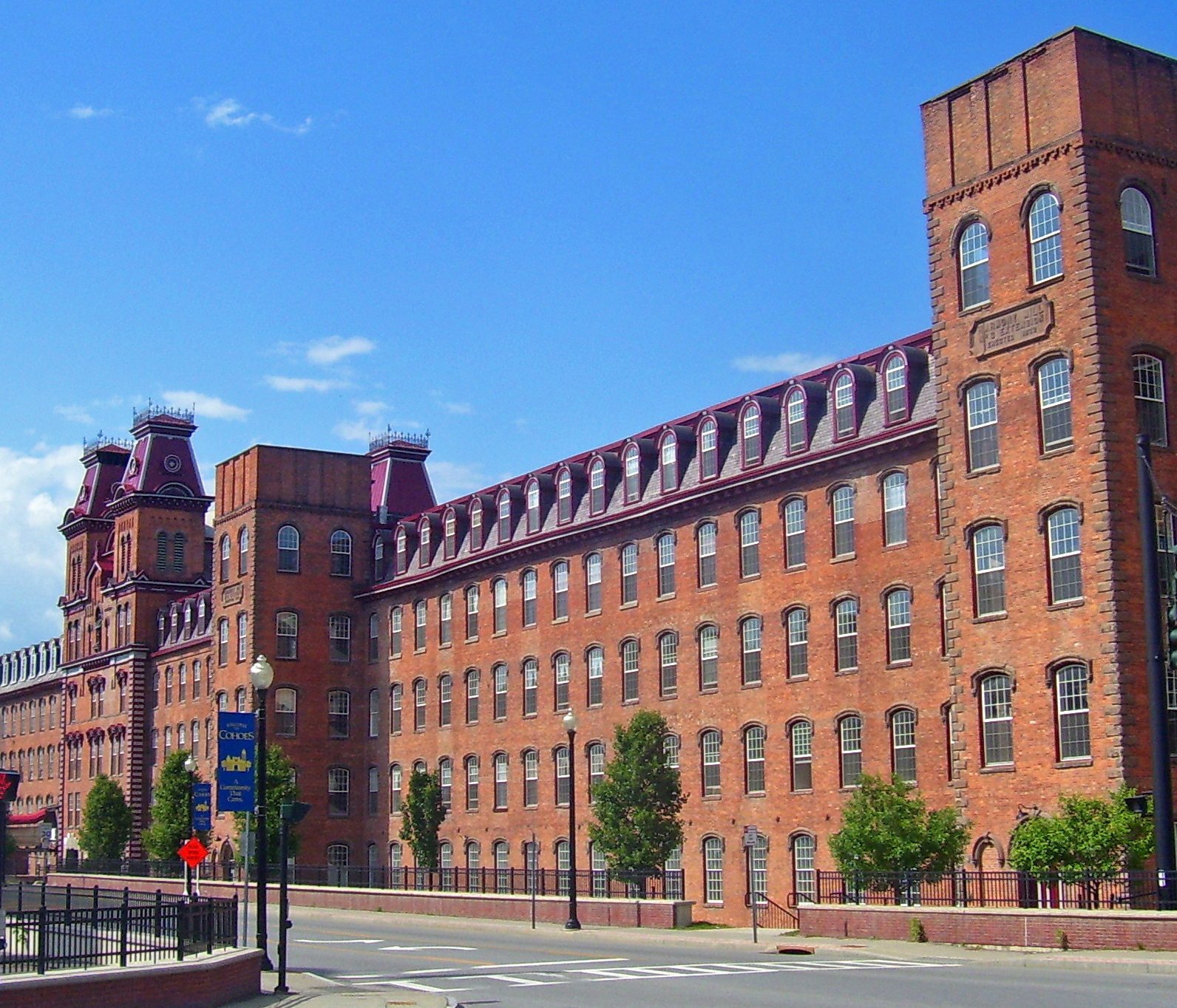
Harmony Mills

## Demografische Daten
Im Jahr 2014 wurde eine Einwohnerzahl von 16.212 Personen ermittelt. Dies entspricht einer Zunahme um 4,5 % gegenüber dem Jahr 2000. Das Durchschnittsalter lag 2014 mit 42,7 Jahren oberhalb des Wertes von New York, der 38,2 Jahre betrug.

## Söhne und Töchter der Stadt
- Carmen Mastren, Jazzmusiker